# Сарай (Селітрове городище)
Сарай (Селітрове городище, Селітряне городище, Сарай-ал-Махруса, Старий Сарай) — столиця Золотої Орди в степному Поволжі, стара монетарня Орди, великий ремісничий центр, де відомі квартали ремісників-металістів, гончарів та досліджено майстерні ювелірів і кісткорізбярів.
Селітряне городище розташоване у села Селітряне Харабалинського району Астраханської області Росії.
В 1370 роках чеканка монет різко знизилась. Був зруйнований в 1395 році військами Тимура, але не остаточно. Дата його остаточного запустіння не відома, але в 1438 році він ще помітний як центр міжнародної торгівлі.  